# Edhy Zuliani
Pour les articles homonymes, voir Zuliani.
Edhy Yvan Zuliani, né le 11 août 2004 à Toulouse (Haute-Garonne), est un footballeur franco-algérien évoluant au poste de milieu offensif au Pau FC, en prêt du Toulouse FC.

## Biographie

### Formation et débuts au Toulouse FC
Né à Toulouse de parents algériens et italiens, Edhy Zuliani débute le football au RC Eaunois en 2010. Il rejoint ensuite le Toulouse FC en 2013, à l’âge de 9 ans, où il gravit les catégories jusqu’à l’équipe réserve.
À partir de 2022, il devient un élément régulier de l’équipe réserve du TéFéCé, évoluant en National 3, avec laquelle il dispute 56 matchs et inscrit 8 buts.
Le 10 juin 2024, il signe son premier contrat professionnel avec le club toulousain.

### Premiers pas chez les professionnels
En avril 2025, alors que le Toulouse FC est assuré de se maintenir en Ligue 1 sans ambition européenne, l'entraîneur Carles Martinez Novell annonce vouloir accorder davantage de temps de jeu aux jeunes issus du centre de formation. Edhy Zuliani, régulièrement convoqué dans le groupe professionnel depuis le début de la saison, fait partie des jeunes joueurs concernés aux côtés de Noah Edjouma, Mathis Saka, Dayan Methalie ou encore Justin Lacombe. Il fait ses débuts en Ligue 1 le 2 février 2025 sous la houlette de Carles Martinez Novell, lors d’un match contre l’OGC Nice au Stadium de Toulouse (1–1), entrant en jeu en fin de rencontre. Durant cette saison, il est convoqué à 12 reprises avec l’équipe première en championnat. Il entre également en jeu en Coupe de France, face à l'EA Guingamp (0-2).
En juin 2025, Zuliani prolonge son contrat avec son club formateur pour une durée de deux saisons, jusqu’en 2027.

### Prêt au Pau FC
Au début de la saison 2025-2026, Zuliani rejoint le Pau FC dans le cadre d'un prêt d'une saison afin de lui offrir du temps de jeu régulier en Ligue 2, sous la direction de Nicolas Usaï.

## Carrière internationale
Détenteur de la triple nationalité, Zuliani est appelé en 2021 avec les équipes de jeunes de l’Algérie, d’abord avec les -17 ans lors du tournoi de l’UNAF où il marque un but, puis avec les -18 ans pour les Jeux méditerranéens de 2022, qu’il dispute en tant que capitaine.

## Style de jeu
Gaucher, il évolue principalement comme milieu offensif gauche ou axial. Il se distingue par sa vision du jeu, sa vivacité dans les petits espaces, sa technique et sa capacité à provoquer balle au pied.

## Statistiques

### En club
| Saison                 | Club                   | Championnat            | Championnat | Championnat | Championnat | Coupe(s) nationale(s) | Coupe(s) nationale(s) | Coupe(s) nationale(s) | Compétition(s) continentale(s) | Compétition(s) continentale(s) | Compétition(s) continentale(s) | Compétition(s) continentale(s) | Total | Total | Total |
| Saison                 | Club                   | Division               | M.          | B.          | P.d.        | M.                    | B.                    | P.d.                  | Comp.                          | M.                             | B.                             | P.d.                           | M.    | B.    | P.d.  |
| 2021-2022              | Toulouse FC B          | National 3             | 3           | -           | -           | -                     | -                     | -                     | -                              | -                              | -                              | -                              | 3     | 0     | 0     |
| 2022-2023              | Toulouse FC B          | National 3             | 24          | 3           | -           | -                     | -                     | -                     | -                              | -                              | -                              | -                              | 24    | 3     | 0     |
| 2023-2024              | Toulouse FC B          | National 2             | 19          | 2           | 2           | -                     | -                     | -                     | -                              | -                              | -                              | -                              | 19    | 2     | 2     |
| 2024-2025              | Toulouse FC B          | National 3             | 20          | 6           | 6           |                       | -                     | -                     | -                              | -                              | -                              | -                              | 20    | 6     | 6     |
| 2024-2025              | Toulouse FC            | Ligue 1                | 1           | -           | -           | 1                     | -                     | -                     | -                              | -                              | -                              | -                              | 2     | 0     | 0     |
| Sous-total Toulouse FC | Sous-total Toulouse FC | Sous-total Toulouse FC | 67          | 11          | 8           | 1                     | -                     | -                     | -                              | -                              | -                              | -                              | 68    | 11    | 8     |
| 2025-2026              | Pau FC (prêt)          | Ligue 2                | -           | -           | -           | -                     | -                     | -                     | -                              | -                              | -                              | -                              | 0     | 0     | 0     |
| Sous-total Pau FC      | Sous-total Pau FC      | Sous-total Pau FC      | -           | -           | -           | 1                     | -                     | -                     | -                              | -                              | -                              | -                              | 1     | 0     | 0     |
| Total sur la carrière  | Total sur la carrière  | Total sur la carrière  | 67          | 11          | 8           | 1                     | -                     | -                     | -                              | -                              | -                              | -                              | 68    | 11    | 8     |